# Нептунізм
Нептунізм (від лат. Neptunus — Нептун, в римській міфології бог морів і вод), поширене в кінці XVIII — початку XIX ст. вчення про походження гірських порід (у тому числі вивержених) шляхом осадження з води. З'явилося в період становлення геології як науки, коли вона ще була під впливом релігії і уявлень про всесвітній потоп. Найвідоміші прихильники: у Німеччині — А. Г. Вернер, у Франції — А. Делюк, у Великій Британії — Р. Кірванб в Україні — Г. К. Розумовський.
Нептуністи розвивали ідеї про виникнення гірських порід з вод первинного Світового океану, який покривав всю Землю, і з вод «всесвітнього потопу». Ґрунтуючись на цьому, вони поширювали місцевий порядок нашарування гірських порід на всі материки.
Гірські породи розділялися на дві групи: «первинні», що утворилися шляхом хімічної кристалізації з вод «першозданного всесвітнього» океану (граніт, гнейси, кристалічні сланці тощо вивержені і метаморфічні породи), і ті, що залягають над ними «флецові», або шаруваті, породи (вапняк зі скам'янілостями, кам'яне вугілля, гіпс, кам'яна сіль тощо породи різного походження), які більшістю нептуністов розглядалися як «механічні» відкладення біблійного потопу.
Після того як нові дані все більш вступали в протиріччя з цією традиційною двочленною схемою, Вернер додав до неї «перехідну» групу порід, до якої він відносив граувакки, сланці та ін. Згідно з поглядами нептуністів, разом з «флецовими» породами утворився весь рельєф земної поверхні, що зберігся в незмінному стані до нинішньої епохи.
Тектонічні рухи, що приводять насправді до зміни рельєфу, нептунізмом не визнавалися. Сучасні геологічні чинники (атмосферні опади, текучі води тощо) розглядалися нептунізмом як «слабкі» сили, що ведуть до утворення «наносних», або «сміттєвих», відкладень (піску, гальки, гравію та ін.).
Вулканічні породи за схемою нептунізму займали незначне місце в земній корі і утворилися внаслідок підземних вугільних пожеж. Суперечки щодо походження базальту, який Вернер помилково відносив до групи «флецових» порід, викликали дискусію між представниками нептунізму і плутонізму про походження всіх гірських порід. З 20-х років ХІХ ст., коли було доведено вулканічне походження базальту і розвинені наукові уявлення про вивержені і осадові породи, нептунізм втратив своє значення.

## Ресурси Інтернету
- Нептунізм